# Ácido hiposudórico
El ácido hiposudórico es un pigmento rojo  encontrado en las secreciones de la piel del hipopótamo, tanto el común (Hippopotamus amphibius), como el pigmeo. Dichas secreciones son conocidas como "sudor de sangre" (por ello el nombre "hiposudórico", refiriéndose a "sudor de hipopótamo"), pero no consisten en lo absoluto a su sangre ni su sudoración, sino más bien a una secreción cutánea que brinda una protección contra la radiación solar de manera análoga a la que proporciona la  melanina. Bioquímicamente es un dímero lignoide tipo fluoreno del ácido homogentísico.
Es precursor del ácido norhiposudórico. Los ácidos norhiposudórico e hiposudórico presentan una  coloración anaranjada. Cuando polimerizan por contacto con el oxígeno atmosférico, se forma una secreción color marrón rojizo. El ácido hiposudórico es un agente antimicrobiano.

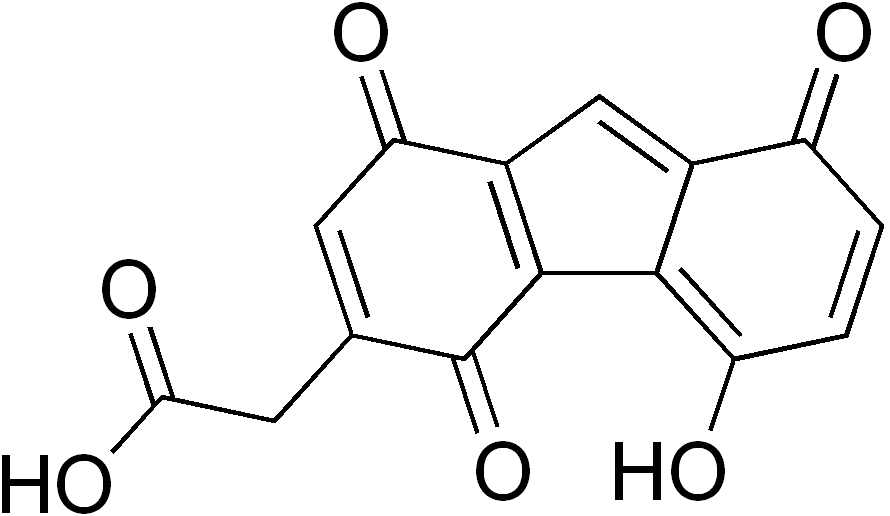
Ácido norhiposudórico

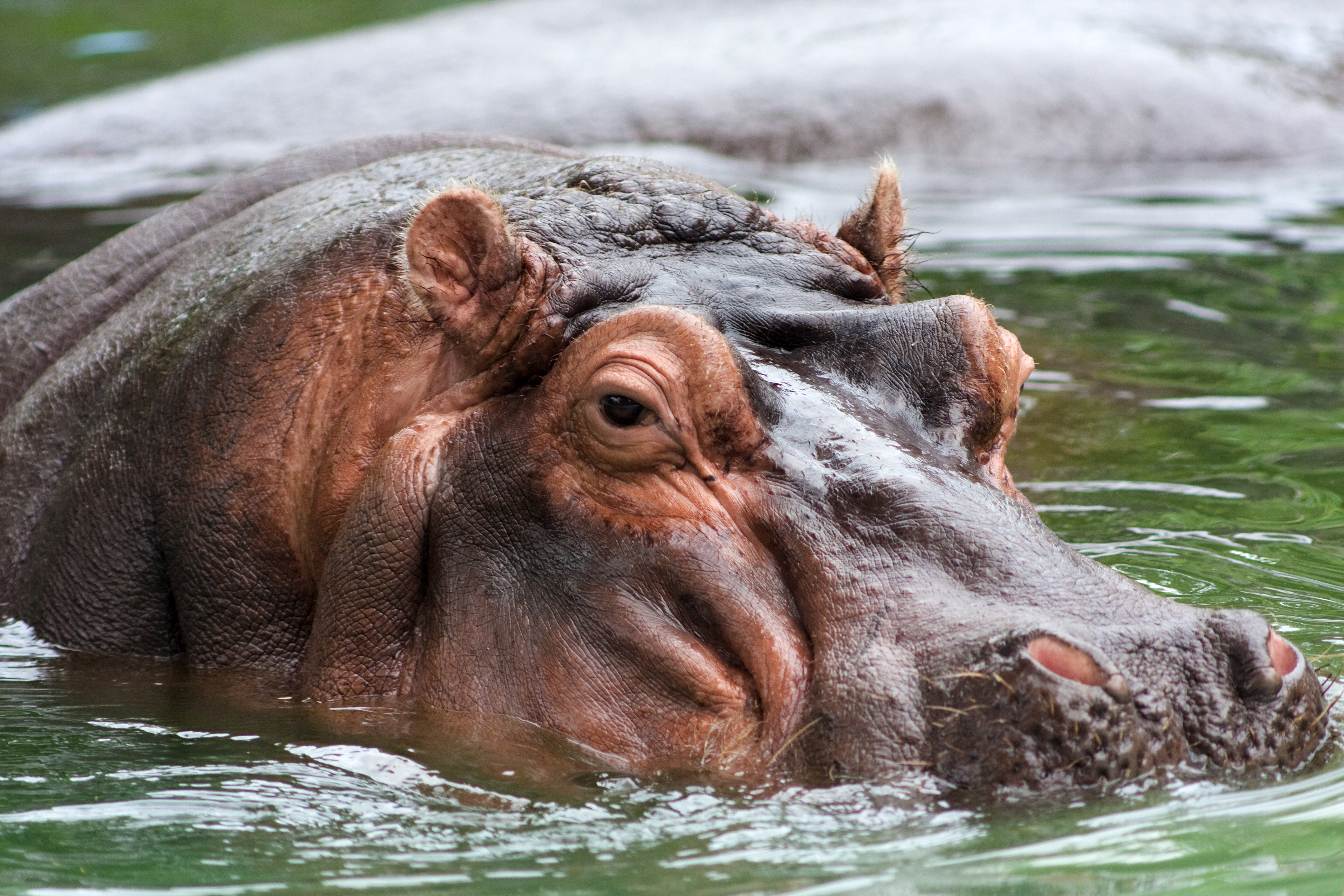
Hippopotamus amphibius